# Oligopeptide

Un tripeptide (costituito da valina, glicina e alanina); in verde è indicato il dominio N-terminale (L-valina), mentre in blu è indicato il dominio C-terminale (L-alanina)

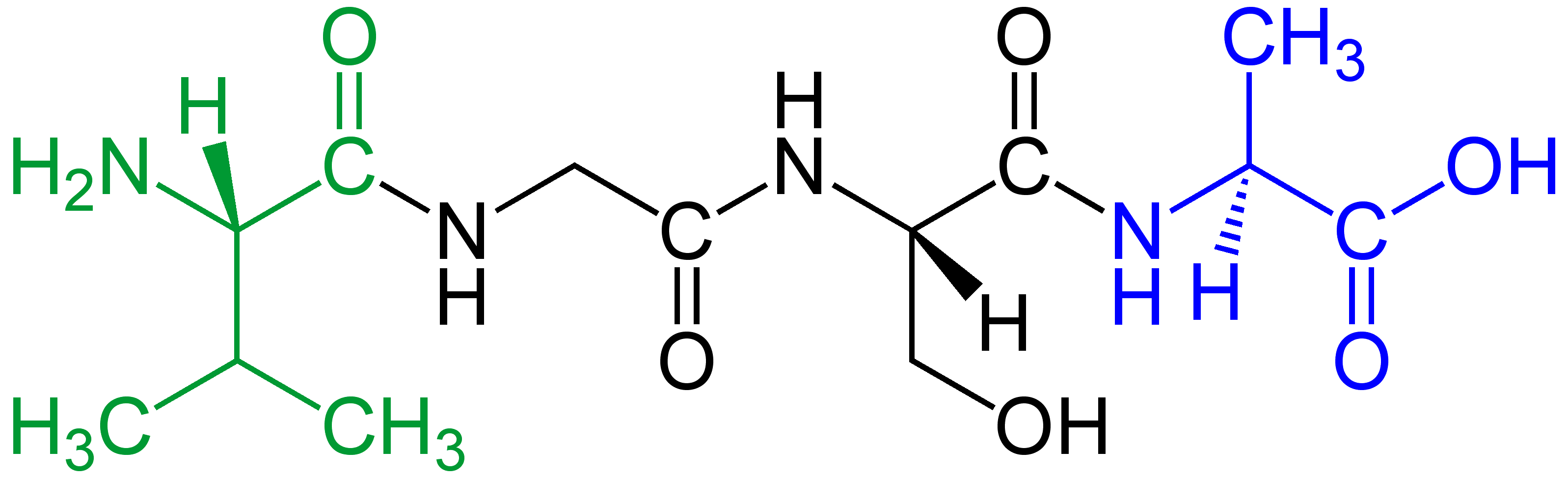
Un tetrapeptide (costituito da valina, glicina, serina e alanina); in verde è indicato il dominio N-terminale (L-valina), mentre in blu è indicato il dominio C-terminale (L-alanina)

Gli oligopeptidi sono catene polipeptidiche costituite da un numero di amminoacidi variabile tra 2 e 20; i peptidi composti da due amminoacidi sono detti dipeptidi, quelli con tre amminoacidi sono chiamati tripeptidi e quelli con quattro amminoacidi sono detti tetrapeptidi.
Molti dei principali oligopeptidi esistenti in natura sono sintetizzati da batteri; è il caso, ad esempio, delle aeruginosine, delle cianopeptoline, delle microcistine, delle microviridine e delle ciclamidi. Tra di essi le microcistine sono le più studiate, in quanto esprimono un'elevata tossicità, soprattutto a livello epatico. Secondo alcuni studi, circa il 40% degli oligopeptidi conosciuti apparterrebbe alla classe delle cianopeptoline, facendone il gruppo di oligopeptidi più diversificato; il gruppo con il secondo maggior numero di oligopeptidi diversi sarebbero le microcistine (circa il 13% del totale).
Ad eccezione delle ciclamidi e delle microviridine, gli oligopeptidi vengono sintetizzati per vie extraribosomiali.
Tra i composti oligopeptidici più conosciuti e studiati, figurano le amanitine e la falloidina, sostanze tossiche responsabili degli avvelenamenti da funghi caratterizzati dalla cosiddetta sindrome falloidea; altri oligopeptidi abbondanti in natura sono il glutatione (avente una struttura tripeptidica), la netropsina (anch'essa tripeptidica), la tuftsina, le leupeptine e le pepstatine.